# Jan Brzák
Jan Brzák (6. dubna 1912 Praha – 15. července 1988 Praha), zvaný Felix, byl český a československý rychlostní kanoista a vodní slalomář, kanoista závodící v kategoriích C1 a C2.

## Sportovní úspěchy
Na mistrovství světa v rychlostní kanoistice získal celkem čtyři medaile: v roce 1938 zlatou ze závodu C2 na 10 000 m a stříbrnou ze závodu C2 na 1000 m (obě s Bohuslavem Karlíkem) a v roce 1950 dvě zlaté ze závodů na týchž vzdálenostech (obě s Bohumilem Kudrnou). Startoval na třech letních olympijských hrách, vždy pouze v kilometrovém závodě C2. V Berlíně 1936 tento závod vyhrál s Vladimírem Syrovátkou, titul obhájil v Londýně 1948 s Bohumilem Kudrnou. V Helsinkách skončili s Kudrnou na druhém místě. V roce 1952 byl prvním na světě, kdo obdržel zlatý odznak Mezinárodní federace kanoistiky ICF.
Závodil i ve vodním slalomu, na mistrovství světa v roce 1949 získal stříbrné medaile v závodech hlídek C1 a C2 a bronzové medaile v individuálních závodech C1 a C2.

## Soukromý život
Narodil se v rodině stolaře Gottlieba Brzáka a matky Josefy, rozené Suchánkové. Byl třetím ze čtyř synů, jeho bratr, František se narodil roku 1915.
Přezdívku Felix získal u vodních skautů, kde začínal s kanoistikou společně s bratrem Františkem a kde nosil čepici s vyšitou populární postavou kocoura Felixe. Byl vyučený truhlářem. Poté, co ukončil dráhu závodního kanoisty pracoval v podniku Sport, kde spolu s bývalým partnerem Bohumilem Kudrnou stavěl závodní lodi. Ve volném čase rád jezdil na chatu v trampské osadě Ztracenka.
Jeho bratr František byl rovněž kanoistou.